# Terry Hart
Terry Jonathan „T.J.“ Hart (* 27. Oktober 1946 in Pittsburgh, Pennsylvania) ist ein ehemaliger US-amerikanischer Astronaut. 
Hart erhielt 1968 einen Bachelor in Maschinenbau von der Lehigh University und 1969 einen Master in Maschinenbau vom Massachusetts Institute of Technology. 1978 erhielt er einen Master in Elektrotechnik von der Rutgers University und 1988 einen Ehrendoktortitel in Ingenieurwesen von der Lehigh University.
1969 kam Hart zur United States Air Force Reserve Command und erhielt dort eine Pilotenausbildung. Bis 1973 war er als Abfangjägerpilot tätig und kam dann zur Air National Guard von New Jersey. Hauptberuflich arbeitete er von 1968 bis 1978 für die Bell Telephone Laboratories.

## Astronautentätigkeit
Im Januar 1978 wurde Hart von der NASA als Astronautenanwärter ausgewählt. Hart war Mitglied der Unterstützungsmannschaften für die Space-Shuttle-Missionen STS-1, STS-2, STS-3 und STS-7.  
Am 6. April 1984 startete Hart als Missionsspezialist mit der Raumfähre Challenger zur Mission STS-41-C. Hauptaufgabe war die Reparatur des defekten Sonnenbeobachtungssatelliten SolarMax. Außerdem wurde die Long Duration Exposure Facility (LDEF) mit 57 Experimenten ausgesetzt und in einer späteren Mission wieder eingefangen und zurück zur Erde gebracht. Nach sieben Tagen landete Hart auf der Edwards Air Force Base.

## Nach der NASA
Nach dem Ausscheiden aus der NASA wechselte Hart 1984 zu AT&T und war danach u. a. Präsident bei Loral Skynet in Bedminster, New Jersey.

## Privates
Terry Hart ist verheiratet und hat zwei Kinder.